# Dionysia khatamii
Dionysia khatamii är en viveväxtart som beskrevs av Valiolah Mozaffarian. Dionysia khatamii ingår i dionysosvivesläktet som ingår i familjen viveväxter. Inga underarter finns listade i Catalogue of Life.

## Bilder

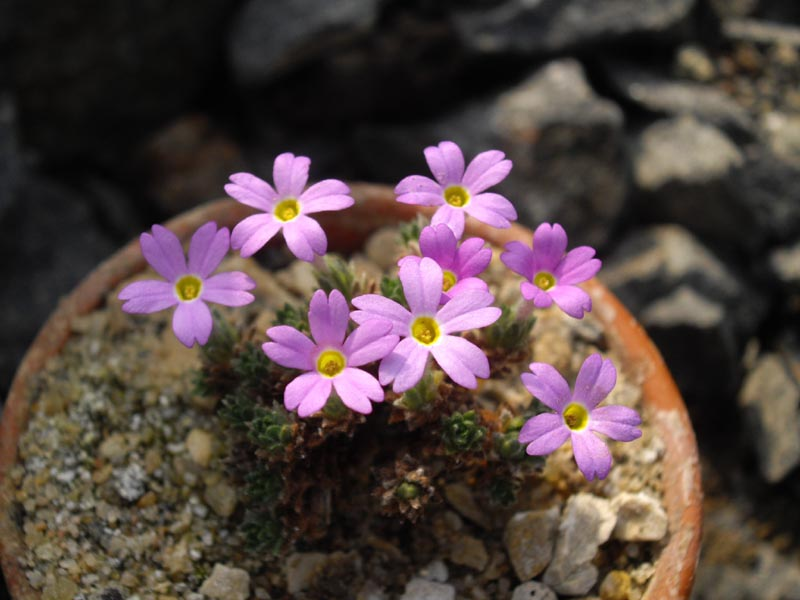
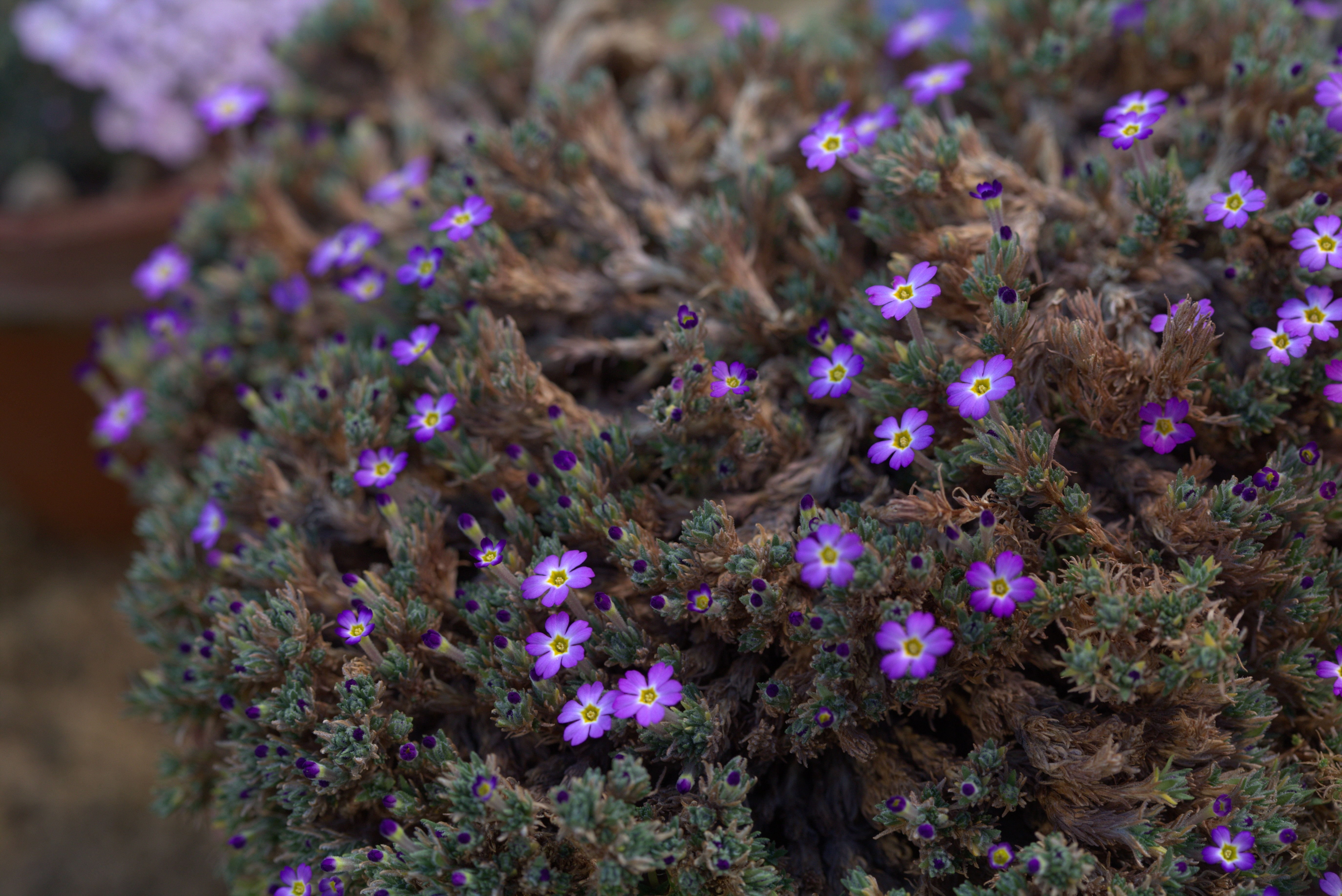